# 弘メ
弘メ（ひろめ）は、江戸時代の風習。同業者の株仲間に加入した者や、新規に土地の地主になった者、役職に就いた大名・旗本などが、先輩に当たる者たちやその他の関係者に、その事実を周知して金銭や贈り物を配る慣習である。「広め」「披露目」とも記述される。現代の結婚披露宴は、その民俗的な名残である。

## 商人の弘メ
家督相続による事業の継承や、のれん分け、仲間株の取得などによる株仲間への新規加入は、事前の審査により、財産・信用といった経済的な側面と、人格的な側面の両面からの評価が行われた。審査が通り加入が認められた後、その事実を先輩の同業者と店舗が所属する町内へと周知させることで、現代でいうところの「株式上場」に相当する手続きが全て終了となった。この周知が「弘メ」で、株仲間加入のためには必須の手続きであった。江戸時代には特定の業種の取引は、問屋株仲間の加入者とその取引先のみで行われるのが原則で、非加入者は「素人お断り」として取引が制限されていた。そうした閉鎖的な市場に参入するためには、加入者全員への弘メが必要不可欠だった。
町内への「弘メ」の対象は、その町の町名主や町名主の手代、家主に町内の地主、さらに町の木戸番から髪結まで含まれていた。そういった関係者たちを饗応し、現金や引出物を配ったのである。
弘メが終わると、町年寄に届け出て、備えの帳簿に記載された。これは現代の会社設立の際の「登記」と同様のものであった。
有力な両替商であれば、江戸の金融街の中心地である日本橋などに複数の家屋敷を所持しており、それらを相続する際にはそれぞれの町内で「継目弘メ」を行うことになり、弘メも大がかりなものになった。

## 贈与品・弘メ金
弘メの際に贈る金銭は弘メ金（ひろめきん、弘金とも）といい、相手によって金・銀・銭が使い分けられていた。名主には銀での支払いだったが、名主の妻や手代、町内の地主たちには小判（金）が贈られ、地主の妻には2朱銀8枚（1両相当）、町内の書役やその妻、木戸番、髪結いへの支払いは銭といった具合に、使われる貨幣は贈る相手によって変わった
。
分一金（歩一金）といって、土地を購入した際に買主が購入代金の一部を町に納付し、それを家持の役数に応じて分配される制度もあった。この分一金は購入金100両につき2両と定められており、それ以外にも名主には銀2枚、五人組には金100疋、町中の家持には1人あたり鰹節1つを贈るという規定もあった。売買をともなわずに家屋敷を譲渡したときにも、町内や親類への弘メが必要だが、このような譲与の際の弘メ金は売買のさいの礼金の3分の1以内と定められていた。
他にも贈答品として、糊入紙・扇子・鰹節に、小鯛や鰈、鮑などの入った魚折などが配られた。これらの贈答品を用意し、また関係者を呼んで饗応をする場と振る舞いの料理や酒を提供する商人もいた。

## 弘メ質素令
弘メは、江戸時代の間、簡素・簡略化して経費節減に努めるように命じる町触が何度も出されている。しかし、実際にはこの法令はほとんど守られず、そのために同じような町触がたびたび出されることになった。
一方で、宝暦9年（1759年）11月の町触では、質素令を何度も出しているのに一向に改善されないことを咎めながら、同時に、土地を含む屋敷の譲渡の際に必要な弘メが省略されがちであることを戒めてもいる。幕府の側では、金をかけて盛大に行うことは禁じながらも、弘メそのものは省略してはならない必須事項と考えていたのである。
なお、宝暦9年に出されたこの町触では、土地を含む屋敷の譲渡に際して配布する弘メ金の金額の上限を定め、名主などの家族へ贈り物をすることや、芝居見物・物見遊山などで饗応することも禁じており、安永2年（1773年）7月に出された「町々町礼音物（ちょうれいいんもつ）質素令」では茶屋などに集まって盛大な「披露宴」を行うことも不埒な行為とされている。
質素令が守られないのは饗応する側の問題だけでなく、受ける側からの要求や、過去の前例、格式などを考慮して行わなければならないといった理由もあった。問屋株仲間への弘メでは既存の加入者から新規加入者へ、前例や加入者の格式を考慮した弘メをするよう申し出がなされることもあり、また安永2年の「町礼音物質素令」では、町内の仕来りだとして町役人自ら規定を無視して過分の町礼や贈答品を要求していることがあると記されている。
屋敷や土地の譲渡・相続には、沽券状（土地権利書）への名主の加判が必要なため、名主の権限が強まり、弘メの際の彼らの要求もエスカレートした。寛文6年（1666年）10月の時点でも、金銭を要求して難渋させる名主がいれば、訴え出るようにという「覚」が出され、宝永3年（1706年）正月には名主による町礼の増額や「芝居又は船遊山（船遊び）」などの振る舞い要求などを禁止する町触も出ており、正徳3年（1713年）8月の町触には名主の妻子への贈り物の要求があったことが触れられ、宝永5年（1708年）の触では家屋敷譲渡の際の弘メ金の規定や音物（いんもつ）・振舞は不要との達しが書かれている。
寛政3年（1791年）4月15日には、町奉行の初鹿野信興が町政全般にわたる全35項目の「定法」を出し、その中で町の経費の節減として、歩一金を100両に2両と改めて規定し、名主や五人組、町中の家持への弘メ金を廃止、音物や振舞は一切禁止している（『撰要永久録』）。

## 武士の弘メ
弘メの慣習は、町人だけでなく武士の世界にも存在し、大名や旗本は幕府の役職に就任した際、先輩である同役を接待した。大名が江戸城に登城する際には、それぞれの家格に応じた詰所が用意されるが、家督を継いで初めて登城した大名も同部屋に詰める先輩の大名たちに弘メをすることになっていた。
この弘メを行なわなかった場合や、饗応や贈り物が不十分な場合には、業務の説明を受けられなかったり、同役たちから無視されたりといった嫌がらせを受けることになった。